# Buerenia cicutae
Buerenia cicutae är en svampart som först beskrevs av Lindr., och fick sitt nu gällande namn av M.S. Reddy & C.L. Kramer 1975. Buerenia cicutae ingår i släktet Buerenia och familjen Protomycetaceae.   Inga underarter finns listade i Catalogue of Life.
I den svenska databasen Dyntaxa används istället namnet Taphridium cicutae för samma taxon.  Arten är reproducerande i Sverige.